# Аніта Реє
Аніта Клара Реє (нім. Anita Clara Rée, 9 лютого 1885, Гамбург — 12 грудня 1933, Кемпен, Зюльт) — німецька художниця єврейського походження, авангардистка і експресіоністка.

## Життя та творчість
Друга дочка торговця зерном та колоніальними товарами Ізраеля Реє та Клари Ган. Сім'я була асимільованою в німецькому суспільстві, відійшла від юдаїзму; сестри були хрещені в лютеранській церкві. Від 1905 року Аніта навчається малюнку в гамбурзького художника Артура Зібеліста. 1906 року Аніта Реє зустрічається в Берліні з відомим живописцем Максом Ліберманом і він, розпізнавши її талант, переконує її продовжити навчання. До 1910 року Аніта Реє продовжує навчатися в Зібеліста, потім відкриває разом із Францом Ньолькеном та Фрідріхом Алерс-Гестерманом спільне художнє ательє. Ця співпраця розпадеться внаслідок нерозділеної любові Реє до Ньолькена. Взимку 1912—1913 років Реє живе в Парижі і спілкується там із Фернаном Леже, бувши його ученицею. У роботах того періоду творчості у Аніти Реє також видно вплив таких майстрів, як Пікассо, Сезанн і Матісс.
Повернувшись у Гамбург, Реє 1913 року бере участь у художній виставці в галереї Комметер, 1914 року знайомиться з поетом Ріхардом Демелем. У наступні роки вона набуває популярності як художниця-портретистка. 1919 року співзасновує художній рух «Гамбурзький сецесіон». 1920 року вступає до гамбурзького товариства художників (Hamburgische Künstlerschaft). Роки 1921—1925 вона проводить переважно в Тіролі та Італії, де багато малює, приїжджаючи до Гамбурга лише для участі у виставках. Її близьким другом стає художник і книгопродавець Християн Зелле. В цей період Реє близька до культурної течії «Нова речевість».
1926 року Аніта Реє повертається до Гамбурга і того ж року включається в організацію GEDOK — «Товариства німецьких та австрійських художників різних напрямків», яке існує донині. Більшість творів Аніти Реє зібрала меценатка Валерія Альпорт, яка згодом передала колекцію берлінському Єврейському музею. Найвизначнішими роботами Реє в період 1929—1931 років були великоформатні настінні розписи у двох новозбудованих у Гамбурзі школах. Одну з цих картин — «Мудрі та нерозумні діви», в роки націонал-соціалізму було знищено. Інша — «Орфей та тварини», збереглася і перебуває нині, як культурна пам'ятка, під захистом держави.
1930 року художниця отримала замовлення на оформлення вівтаря гамбурзької церкви Ансгар (триптих) і виконала ескізи до нього, проте 1932 року це замовлення з «релігійних» причин відкликано. Написані вже під нього картини, складовані в соборі Санкт-Ніколаус, знищено під час бомбардування 1943 року.
1932 році Аніта Реє їде на острів Зюльт. У квітні 1933 року, з приходом до влади в країні націонал-соціалістів, її, як єврейку, вигнали з гамбурзького Товариства художників. Внаслідок переслідувань, самотності та незаслужених образ із боку влади та художньої спільноти Реє все частіше стикається з депресією (про що повідомляє в листі сестрі Емілії) та в грудні 1933 року вчиняє самогубство.
1937 року роботи Аніти Реє оголошені такими, що належать до так званого «дегенеративного мистецтва», зокрема й сім її картин, які придбав у 1920-і роки Густав Паулі для гамбурзького Музею мистецтв, і повинні були бути з художніх зібрань видалені. Керуючий господарською частиною музею Вільгельм Вернер сховав їх, як і деякі інші, вдома і тим самим врятував від знищення. 1945 року, після закінчення війни, він повернув ці твори до музейної експозиції. Мистецьку виставку 2011—2012 років, що проходила в гамбурзькому Кунстхалле, присвячено Вільгельму Вернеру.
1984 року одну з вулиць у Гамбурзі названо ім'ям Аніти Реє (Anita-Rée-Straße).

## Галерея

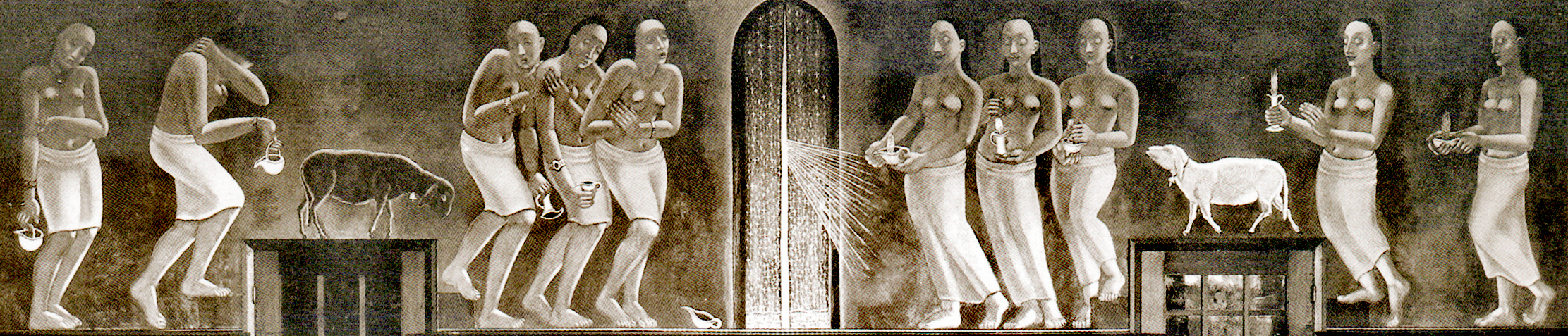
Мудрі та нерозумні діви, бл. 1930, настінний живопис, втрачено
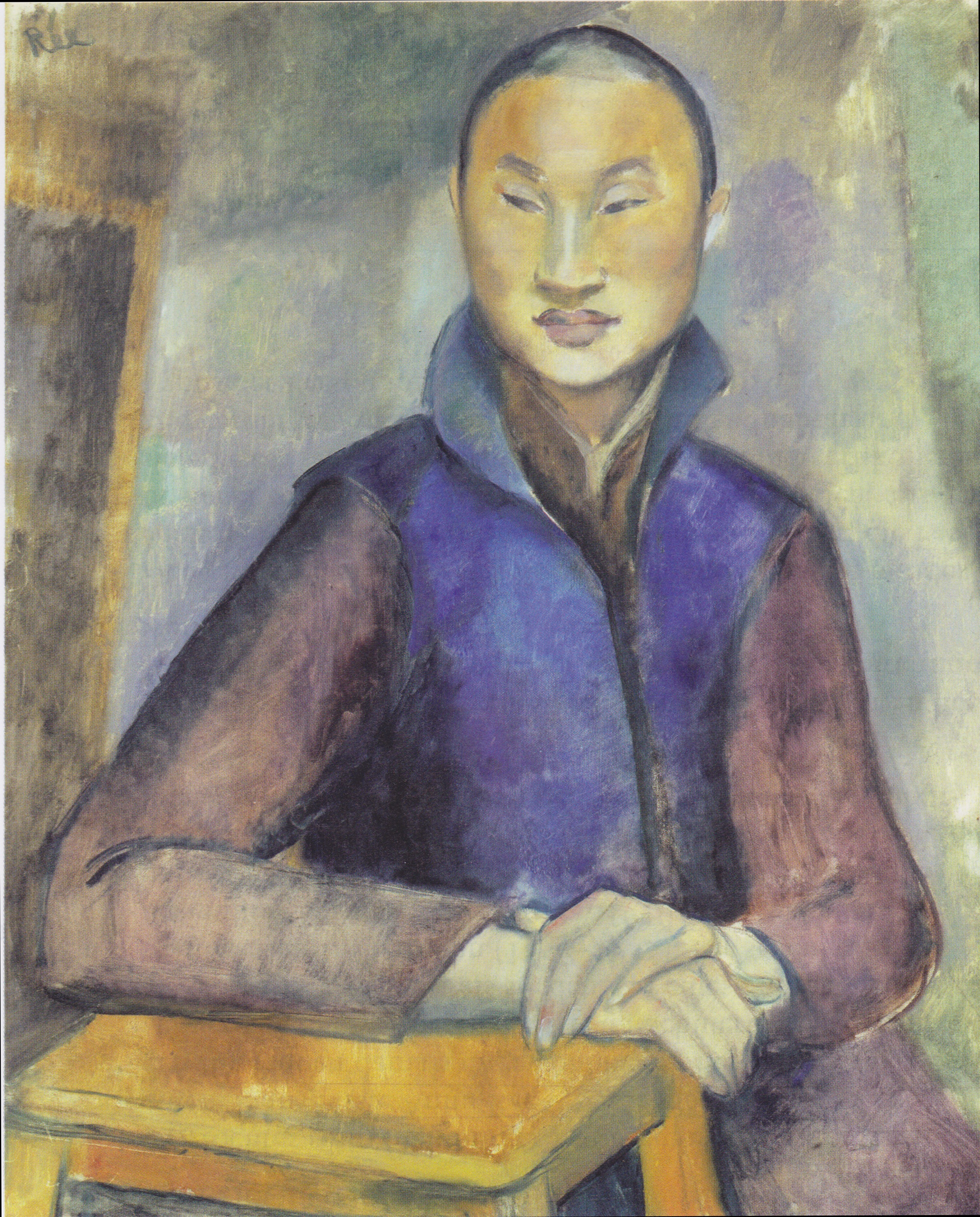
Молодий китаєць, 1919
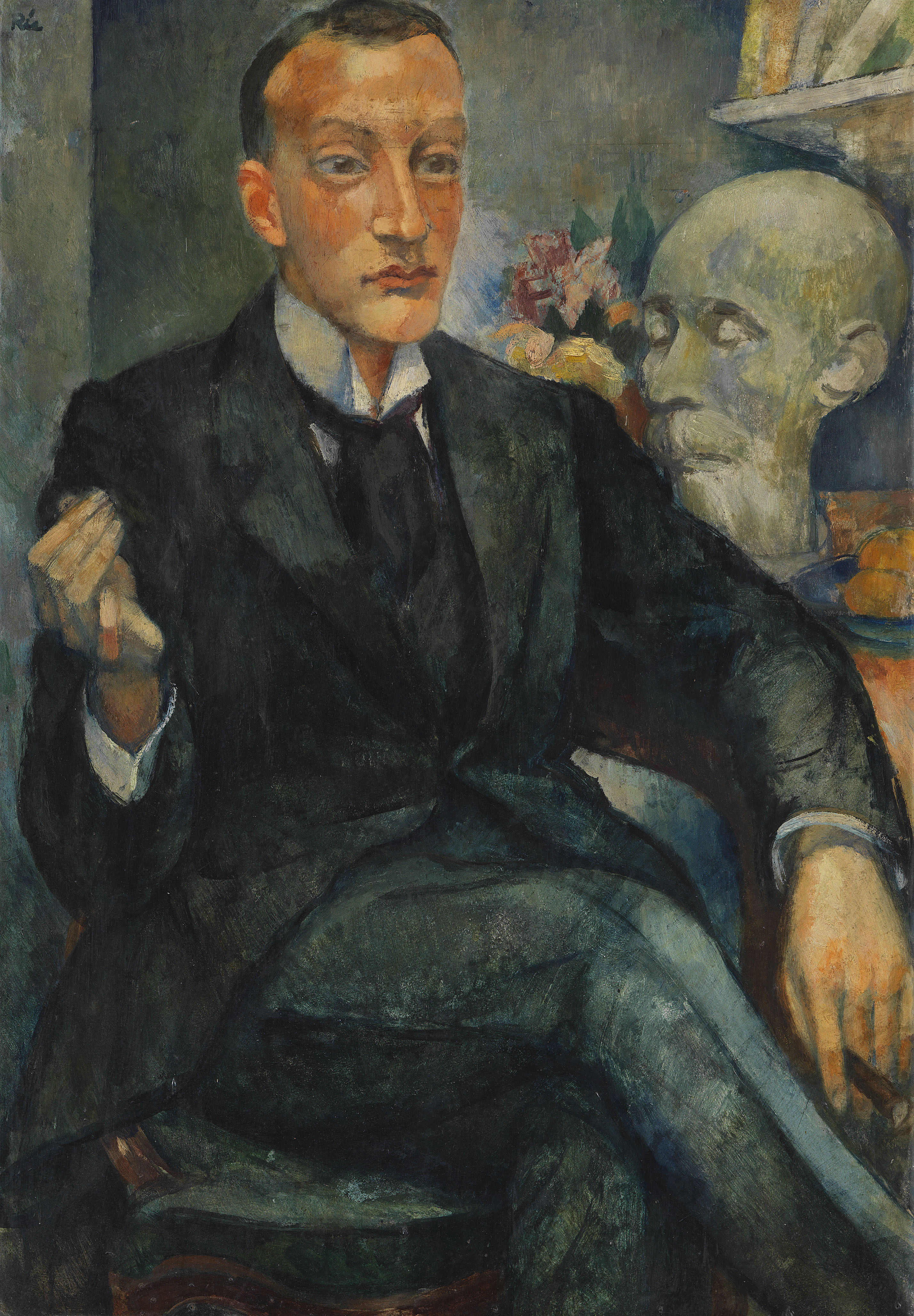
Портрет доктора Альберта Вагнера, 1920
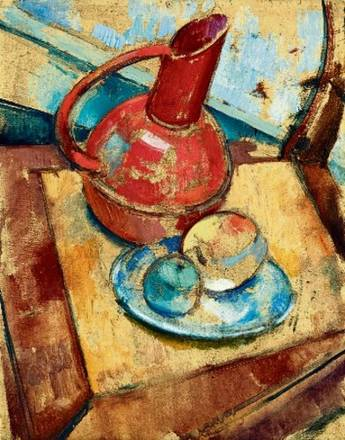
Натюрморт, бл. 1921
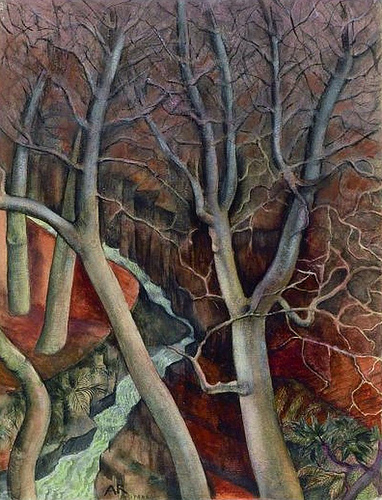
Горіхові дерева в Позітано, бл. 1922
Терезіна, 1925
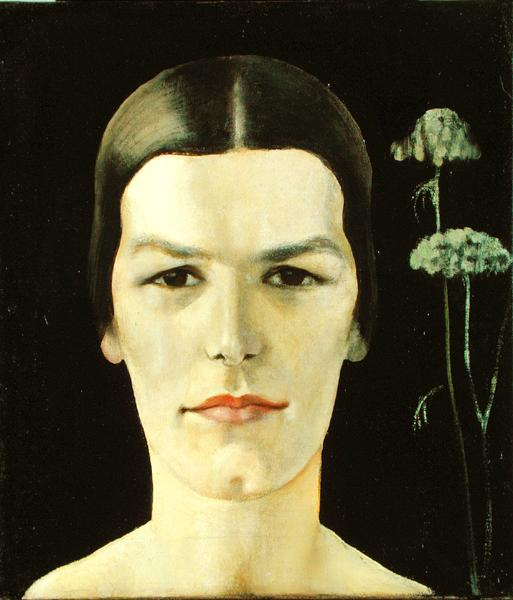
Портрет Гільдегард Гейсе, 1928
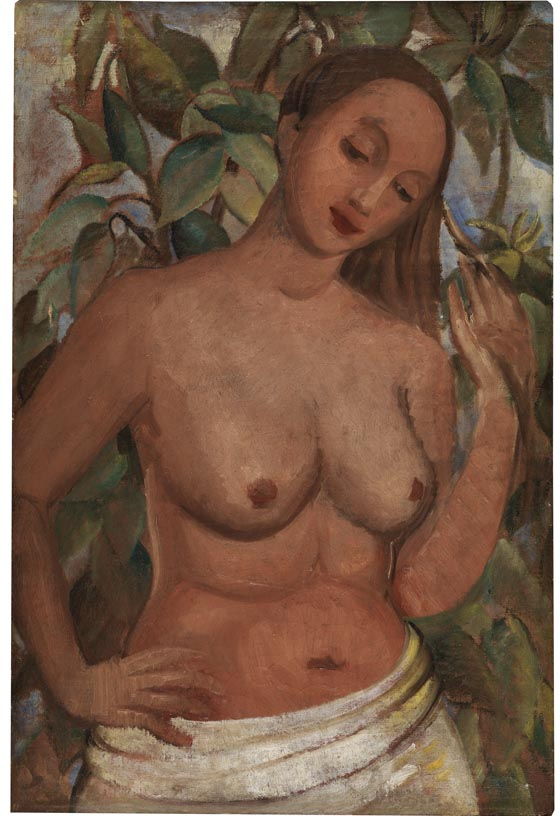
Напівоголена жіноча натура, 1930
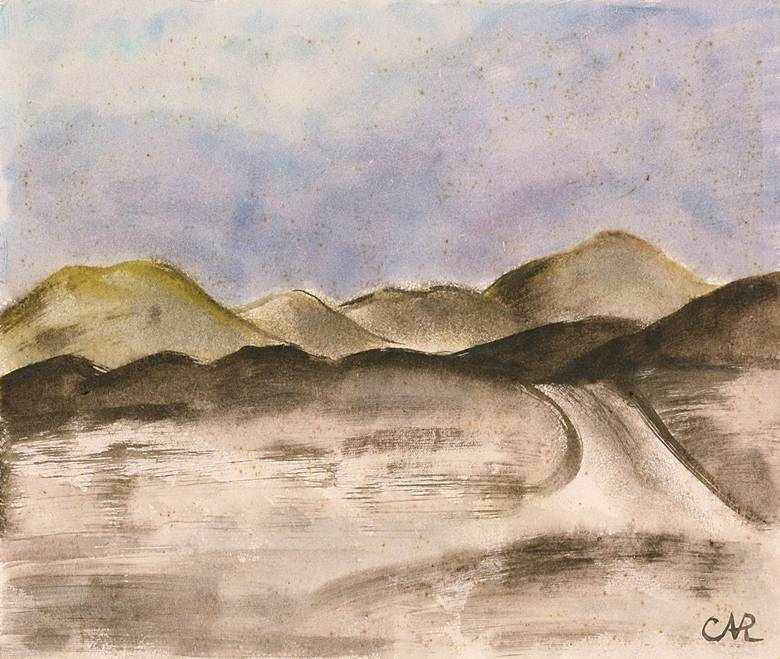
Дюни, 1932/1933
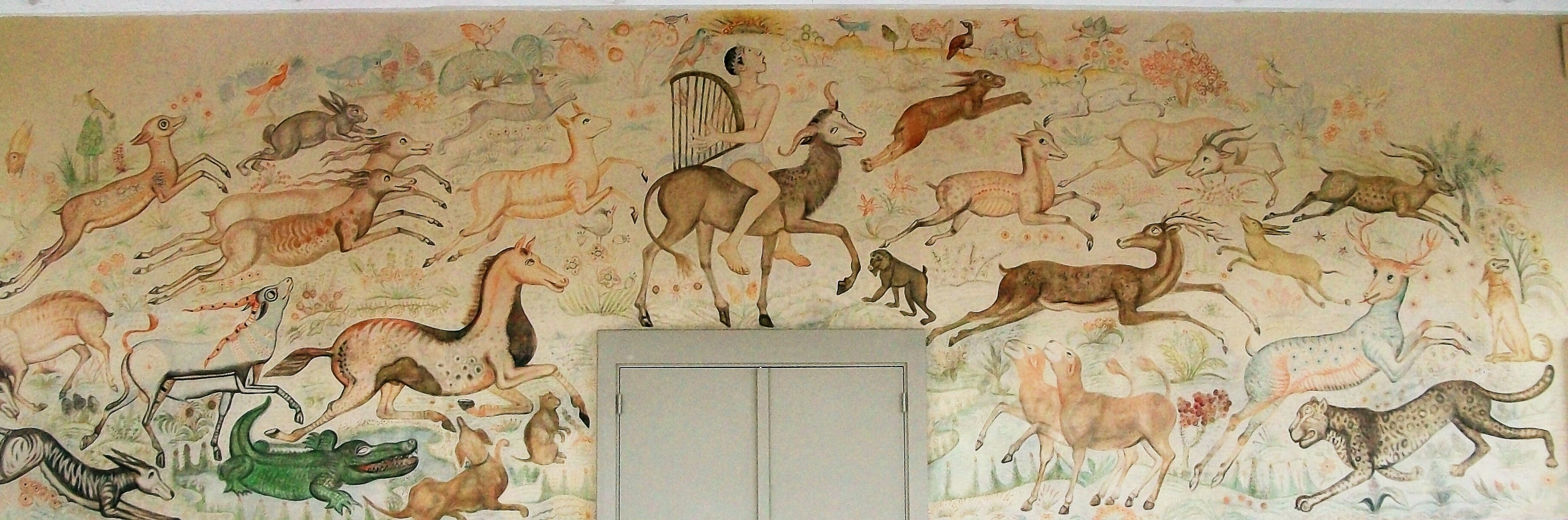
Орфей і тварини, бл. 1930, настінний живопис

## Продажі
Під час продажів на мюнхенському аукціоні Кеттерер 7 грудня 2019 року картину Аніти Реє «Жінка в синьому» розміром 90х70,5 см, написану в кубістському стилі 1919 року, спочатку оцінену в 40 тис. євро, продано за результатами торгів за 87 тис. євро.